# Bleptina quadripuncta
Bleptina quadripuncta là một loài bướm đêm trong họ Noctuidae.